# Adam Moore
Pour l’article homonyme, voir Moore.
Adam Ross Moore (né le 8 mai 1984 à Longview, Texas, États-Unis) est un receveur des Indians de Cleveland de la Ligue majeure de baseball.

## Carrière

### Mariners de Seattle
Après des études secondaires à la Mineola High School de Mineola (Texas), Adam Moore suit des études supérieures au Northeast Texas Community College, à l'University of Nebraska et à l'University of Texas-Arlington. 
Il est repêché le 6 juin 2006 par les Mariners de Seattle au sixième tour de sélection. Il perçoit un bonus de 140 000 dollars à la signature de son premier contrat professionnel le 7 juin 2006. 
Moore est classé parmi les meilleurs joueurs d'avenir de l'organisation,. Il passe plus de trois saisons en Ligues mineures avant d'effectuer ses débuts en Ligue majeure le 17 septembre 2009.
Il réussit son premier coup sûr le 26 septembre contre les Blue Jays de Toronto et le 30 septembre il claque son premier coup de circuit, aux dépens de Jeff Gray, des A's d'Oakland.
Moore joue 6 parties au poste de receveur avec les Mariners en 2009, frappant 5 coups sûrs en 23 présences au bâton et totalisant 2 points produits.
En 2010, il dispute 60 parties des Mariners, dont 59 derrière le marbre, où il partage le travail avec Rob Johnson (61 parties jouées). Moore frappe quatre circuits et produit 15 points.
Une blessure au genou subie en début d'année le limite à deux parties jouées en 2011.

### Royals de Kansas City
Moore ne joue pas pour les Mariners en 2012 et passe la première moitié de l'année avec leur club-école de Tacoma. Placé au ballottage par Seattle, il est réclamé le 7 juillet par les Royals de Kansas City. Moore dispute seulement 9 matchs pour Kansas City, soit 4 en 2012 et 5 en 2013. Ces deux saisons sont surtout passées dans les mineures chez les Storm Chasers d'Omaha.

### Padres de San Diego
Kansas City échange Moore aux Padres de San Diego le 25 mars 2014. Il joue 9 matchs des Padres en 2014.

### Indians de Cleveland
Moore rejoint les Indians de Cleveland le 7 décembre 2014.

## Statistiques
| Saison | Équipe  | G  | AB  | R  | H  | 2B | 3B | HR | RBI | SB | BA    |
| ------ | ------- | -- | --- | -- | -- | -- | -- | -- | --- | -- | ----- |
| 2009   | Seattle | 6  | 23  | 4  | 5  | 1  | 0  | 1  | 2   | 1  | 0,217 |
| 2010   | Seattle | 60 | 205 | 12 | 40 | 6  | 0  | 4  | 15  | 0  | 0,195 |
| Totaux | Totaux  | 66 | 228 | 16 | 45 | 7  | 0  | 5' | 17  | 1  | 0,197 |

Note : G = Matches joués ; AB = Passages au bâton; R = Points ; H = Coups sûrs ; 2B = Doubles ; 3B = Triples ; 
HR = Coup de circuit ; RBI = Points produits ; SB = Buts volés ; BA = Moyenne au bâton.